# フレデグンド
フレデグンド（Fredegund）あるいはフレデグンダ（Fredegunda、羅: Fredegundis、仏: Frédégonde、540年頃?/549年頃? - 597年12月8日）はメロヴィング朝ソワソン王キルペリク1世の妃。

## 生涯
彼女の全ての富と権力はキルペリクとの関係を経てもたらされた。フレデグンドはもともとキルペリクの最初の妻アウドヴェラの召使いだったが、美貌と謀略でキルペリクの愛を勝ち取った。彼女はアウドヴェラを遠ざける策を巡らし、王妃が王と婚姻関係を継続出来ないよう仕向けて彼女を修道院へ送ることに成功した。しかしキルペリクは異母兄シギベルト1世の結婚を羨み、フレデグンドを含む妾を遠ざけて、西ゴート族の王女ガルスヴィントと結婚した。
ガルスヴィントは同年死去したが、おそらくガルスヴィントの後、568年ごろ王妃になったフレデグンドに絞殺されたと考えられる 。しかし、ガルスヴィントの妹ブルンヒルドは、報復として40年以上にわたる抗争を始めた。

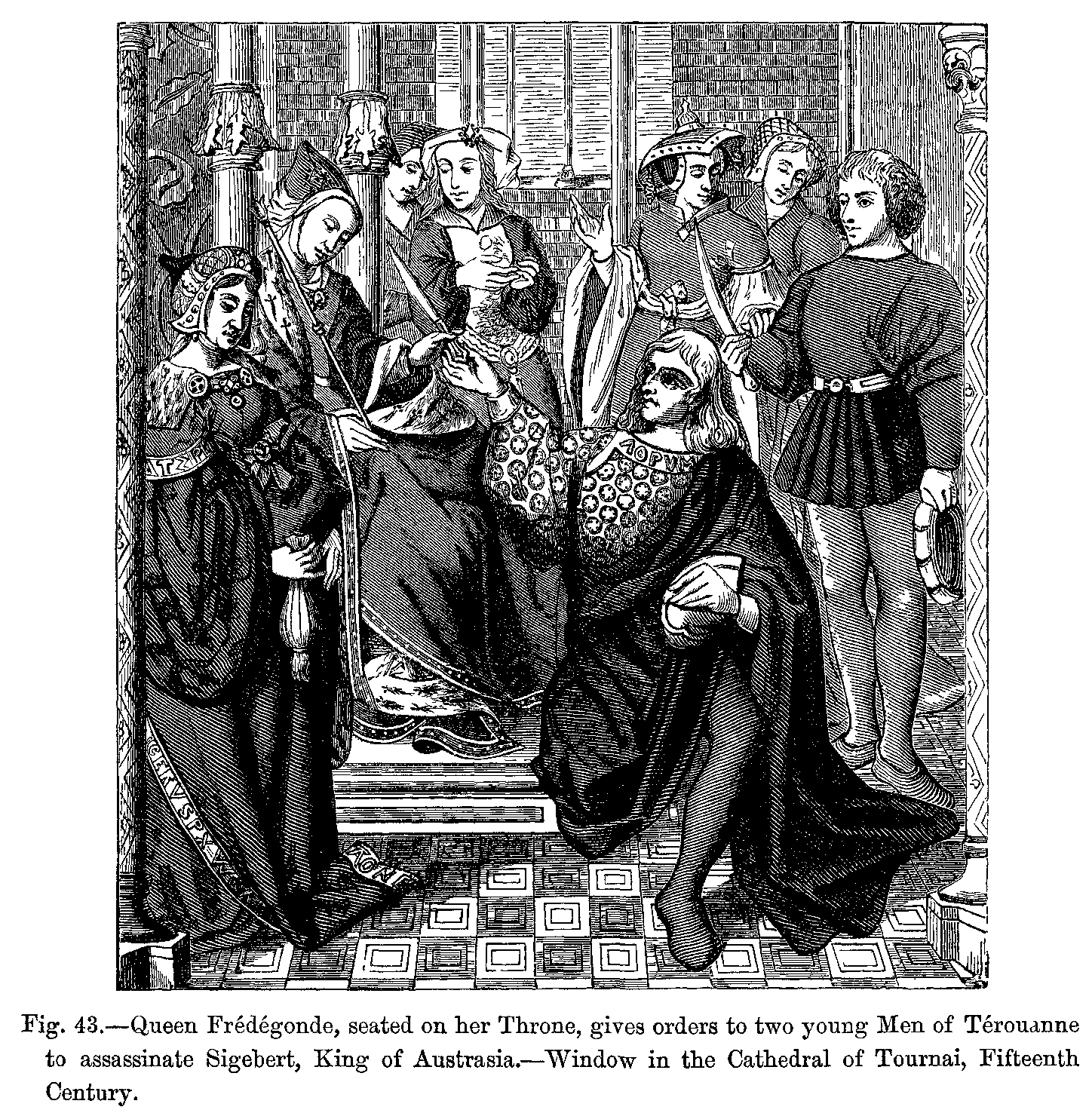
玉座に座りトゥールネの2人の若者にアウストラシア王シギベルトの暗殺を命じるフレデグンド。トゥルネーのノートルダム大聖堂の窓にある15世紀以降の鋼版画。

フレデグンドは575年のアウストラシアのシギベルト1世暗殺のほか、シギベルトの息子キルデベルト2世と義理の兄のブルグント王グントラム、そしてブルンヒルドの暗殺を命じたといわれる  。また、継子が夫の後を継いで王位に着くことを恐れ、彼らを排除しようと画策した。フレデグンドはかつて王妃の地位にあったアウドヴェラを暗殺し、彼女とキルペリクがもうけた王子メロヴィグとクロヴィスを奸計により死へ追いやった。
584年にキルペリクが不可解な状況で暗殺された後、フレデグンドは夫の財産を抱えてパリの大聖堂へ逃げ込んだ。グントラムは、彼女と彼女の生き残った息子クロタール2世を、592年に自身が死去するまで保護した。
トゥールのグレゴリウスは、フレデグントの残忍さは冷酷で虐待的であり、恐ろしさという点では並ぶものがないと評している。彼女は生きてそれを見ることはなかったが、彼女の息子によるブルンヒルドの処刑にはフレデグンドの憎悪の痕跡が見られた。クロタール2世は今や60代になった年老いた王妃をまるまる3日間拷問台で引き延ばし、そして彼女が死を迎える様を観察した。ブルンヒルドは4頭の馬の間に鎖で繋がれ、東西南北に追い立てられた馬は彼女をバラバラに引き裂いた。
597年12月8日、フレデグンドはパリで死去した。フレデグンドの墓は大理石と銅のモザイクで作られ、サンジェルマン・デ・プレの教会堂に由来するサン＝ドニ大聖堂に安置された。

## 昔話の中のフレデグンド

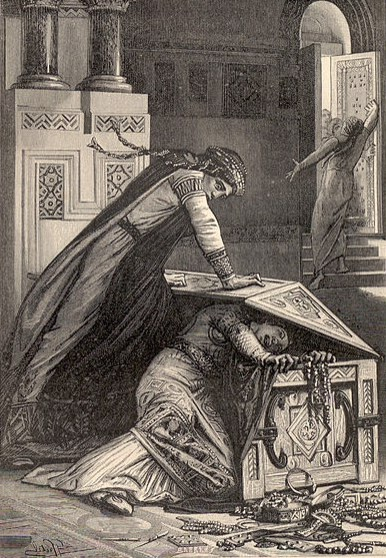
フレデグンドとリグント、鋼版画。アンリエット・ギゾー・ドゥ・ヴィット（Henriette Guizot de Witt）Vieilles histoires de la patrie, 1887より。

フレデグンドはシンデレラとして知られる昔話の、たくさんある典拠のうちのひとつに推されている。民俗学者アラン・ダンダスは"Cinderella: A Casebook" で、トゥールのグレゴリウスの『フランク史』から以下のように引用している。

フレデグンドは、宮廷で自分こそ女主人として遇されるべきだと主張し続ける娘リグントに嫉妬した 。フレデグンドは機会を待ち、自分が寛大であると見せかけ娘を宝物庫へ連れて行き、大きな箱の中に納められた王の財宝を見せた。フレデグンドは疲れたように装って「うんざりです。そなたが手ずからそなたの望むものを取りなさい」と言った。その後すぐに、母親は力ずくで娘の首を蓋にはさんで殺そうとした。しかし、ようやく召使いたちがリグントを助けに駆けつけた。

リグントがスペインにいる西ゴート王族の婚約者、レオヴィギルドの息子レカレドのもとへ送り出されたとき、彼女の側近たちは、フランク王国の貴族たちが国庫を損ねるとして反対するほど多くの贈り物を携えて行った。フレデグンドは全ての贈り物は彼女の夫が、その寛大さによって自らの蓄えの中から出したものだと主張した。長い旅の途上、リグントの召使いたちは繰り返し略奪を行い、彼女を見捨てた。そしてリグントがトゥールーズに辿り着くころには、宝はほとんど残っていなかった 。584年にキルペリクが死ぬと、アキテーヌのデシデリウスは残りの宝を確保するためにトゥールーズへ出向いた。